# Banc de reproduction
Pour les articles homonymes, voir Banc.
Le banc de reproduction est un matériel destiné à positionner, éclairer et photographier des objets ou documents. Il est utilisé dans le domaine de la reprographie et de la photographie technique ou professionnelle. D’abord prévu pour des appareils photos, il a peu à peu été adapté aux caméras et appareils photos numériques. 
Il est destiné à la photographie d’objets petits ou plats et de documents écrits ou dessinés, de photographies ou diapositives… 
On nomme aussi banc de reproduction le banc qui était utilisé pour préparer une plaque à imprimer sur une machine à imprimer (l’image ainsi acquise était ensuite transférée sur une plaque métallique via des techniques de photogravure). 

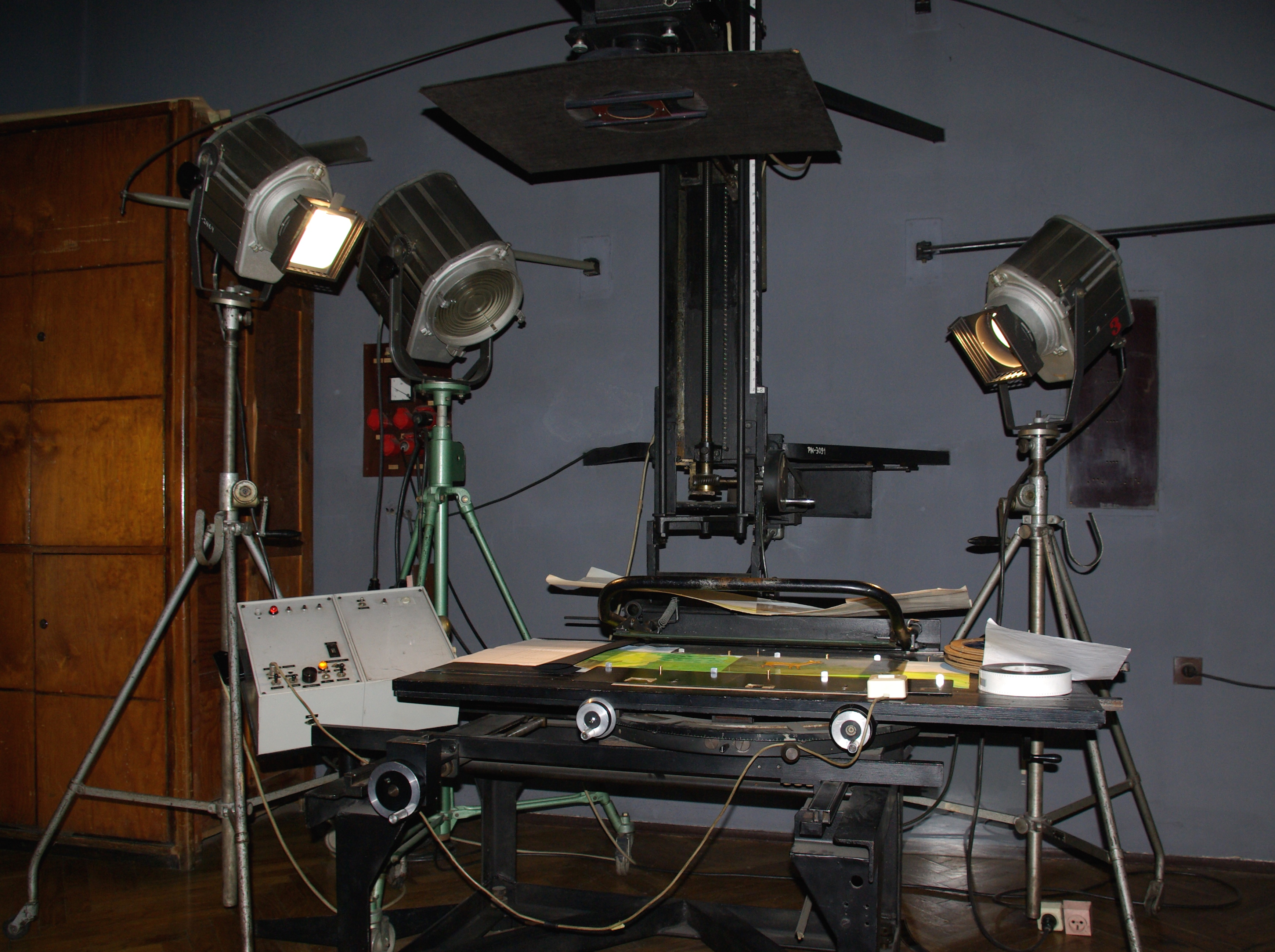
Un matériel dérivé du banc de reproduction est le banc-titre ou banc d'animation utilisé pour la production de films d'animation.

## Technique
Un banc de reproduction est généralement constitué de 3 éléments principaux :
1. un socle horizontal ;
2. une « colonne » (ou « statif ») sur laquelle peut circuler un support mobile d’appareil photo. Ce dernier pouvant se déplacer verticalement et de manière précise le long de la colonne au-dessus du des objets à photographier (plats ou non)  ;
3. un dispositif d’éclairage : ce sont généralement deux flash, lampes, rampes ou torches lumineuses qui éclairent l’objet à photographier avec une lumière de type « lumière du jour » ; latéralement et de manière équilibrée pour éliminer les ombres portées. Ces lampes peuvent généralement être réglées en hauteur et inclinaison.

Les appareils photos numériques permettent maintenant aussi un déclenchement à distance (par télécommande filaire ou infrarouge) ainsi qu’un retour vidéo ("LiveView").
Le banc est souvent équipé de règles ou réglettes graduées pour mesurer la hauteur de l’appareil, centrer les objets à photographier ou pouvant être utilisées pour donner l’échelle de l’objet. 

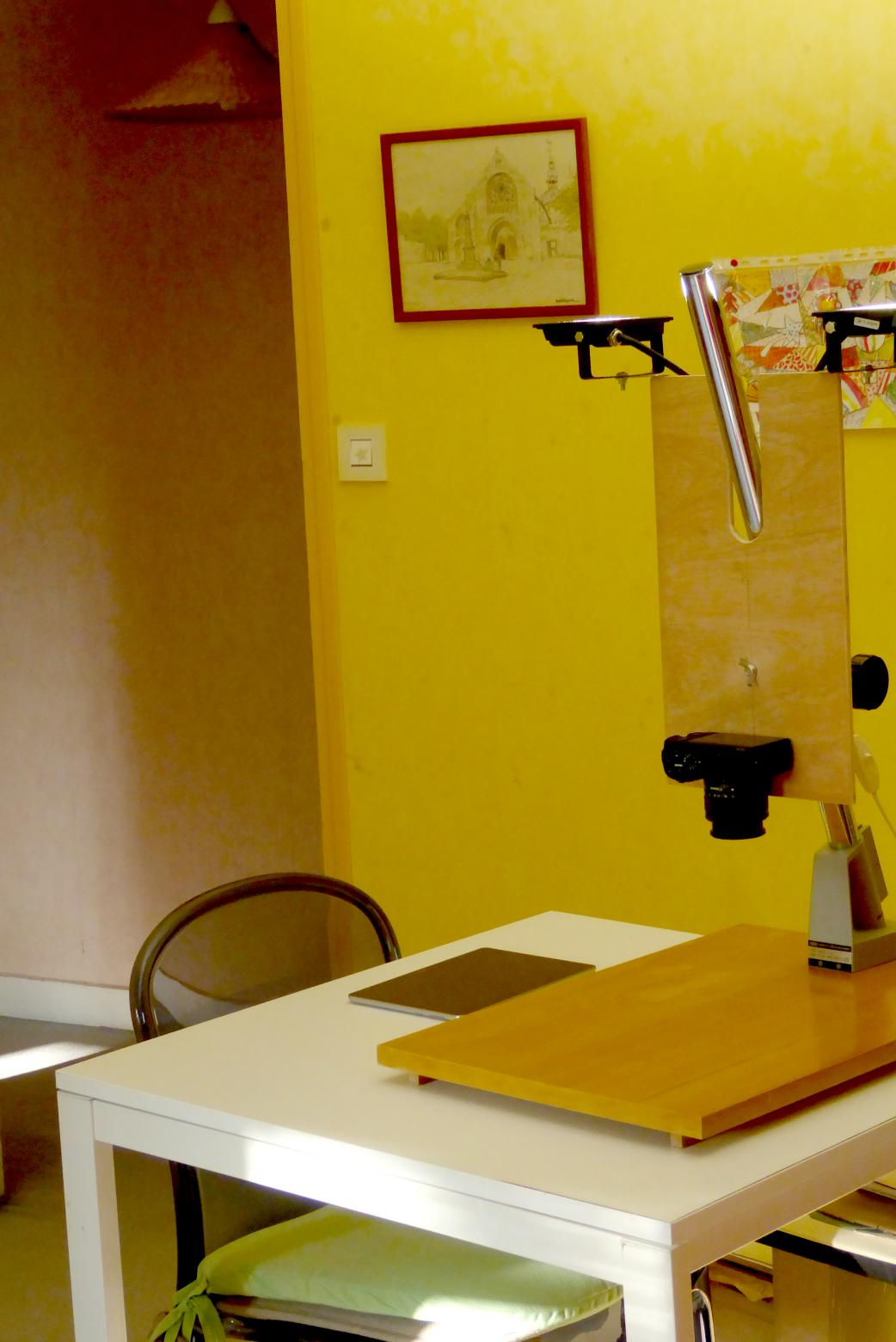

Certains bancs disposent aussi d’une vitre et d’un système permettant d’ouvrir un livre et d'en aplatir les pages, sans l’endommager. Le scanner tend à remplacer l'appareil photo pour les reproductions numériques, hormis pour des livres précieux ou très fragiles.

## Utilisations
Les bancs les plus sophistiqués sont coûteux. Ils sont ou étaient utilisés par les imprimeurs, et certains studios publicitaires ou de bande dessinée, industriels, les universités, bibliothèques, archives, musées… 
Il existe des modèles plus légers plutôt utilisés pour des besoins de type « grand-public ».
Il existe aussi dans le commerce de pseudo-« microscopes numériques » très légers qui sont en fait de petits bancs de reproduction équipés d'une caméra numérique permettant de photographier ou filmer en visualisant l'image sur un écran d'ordinateur. Les images peuvent être enregistrées directement sur le disque dur ou un disque externe à partir de l'ordinateur.